# Hovatlas
Hovatlas is een geslacht van wantsen uit de familie van de Tingidae (netwantsen). Het geslacht werd voor het eerst wetenschappelijk beschreven door Henri Schouteden in 1957.

## Soorten
Het genus bevat de volgende soorten:

- Hovatlas ankaranaensis Guilbert, 2020
- Hovatlas elegantulus Schouteden, 1957
- Hovatlas infuscatus B. Lis, 1997
- Hovatlas invaginatus Duarte Rodrigues, 1992
- Hovatlas namorokaensis Guilbert, 2020
- Hovatlas pauliani (Drake, 1958)